# PC booter
PC booter o booter es un tipo de software para las computadoras domésticas de los principios de la década de 1980 a principios de 1990, era cargado y ejecutado durante el arranque de la computadora personal por medio de un disquete; a diferencia de un programa regular, un booter realiza un bypass de cualquier sistema operativo que se encuentre instalado en el disco duro de la computadora. Los videojuegos eran el tipo de software que eran distribuidos comúnmente como booters.
Las razones por preferir booters en vez de programas estándares incluían la facilidad de usarlos (el software iniciaba automáticamente, sin ninguna acción del usuario), protección de copia (los disquetes booter pueden tener dificultad en ser leídos por los sistemas operativos regulares y probablemente tengan formato o sistema de archivos no estándares), y evitar un sistema operativo normal (para dejar espacio en el disquete o para utilizar un reemplazo especializado).
Algunos booters incluyen un conjunto de instrucciones especializado o una variación de un sistema operativo "estándar" para una plataforma en concreto (por ejemplo, DOS para Compatible IBM PC, Apple DOS o Apple ProDOS para Apple II, entre otros).
Actualmente, las computadoras IBM PC compatible pueden todavía arrancar desde disquetes, CD-ROMs, DVDs, tarjetas de memoria USB, pero normalmente en el BIOS se especifica el arranque del disco duro únicamente.
Los videojuegos para Amiga normalmente era distribuidos por medio de disquetes bootables, y eran llamados "discos NDOS", debido a que contenían un sector de arranque a la medida. Eran llamados  "discos NDOS" ya que cuando eran insertados en la disquetera cuando el Workbench de AmigaOS se encontraba en ejecución, el Workbench abría una ventana en la que se aparecía el mensaje  "not a DOS disk", y se presentaba un icono en el escritorio como "DF0:NDOS". Estos discos no contenían un sistema de archivos; en vez de ello utilizaban un sistema de arranque a la medida, en el que se leían los tracks directamente. Muchos videojuegos para Amiga fueron distribuidos en esa forma para evitar la piratería. A mediados de la década del 1990, los discos NDOS llegaron a ser populares debido a que se utilizaron para los llamados trackmos por los grupos de demo.
Mientras que los booters proveían una forma segura de protección de copia, algunos programas como Locksmith y Copy II PC de Central Point Software proveían un método para copiar este tipo de discos, eran conocidos como copiadores nibble.